# Méthode de Karman
Pour les articles homonymes, voir Karman.

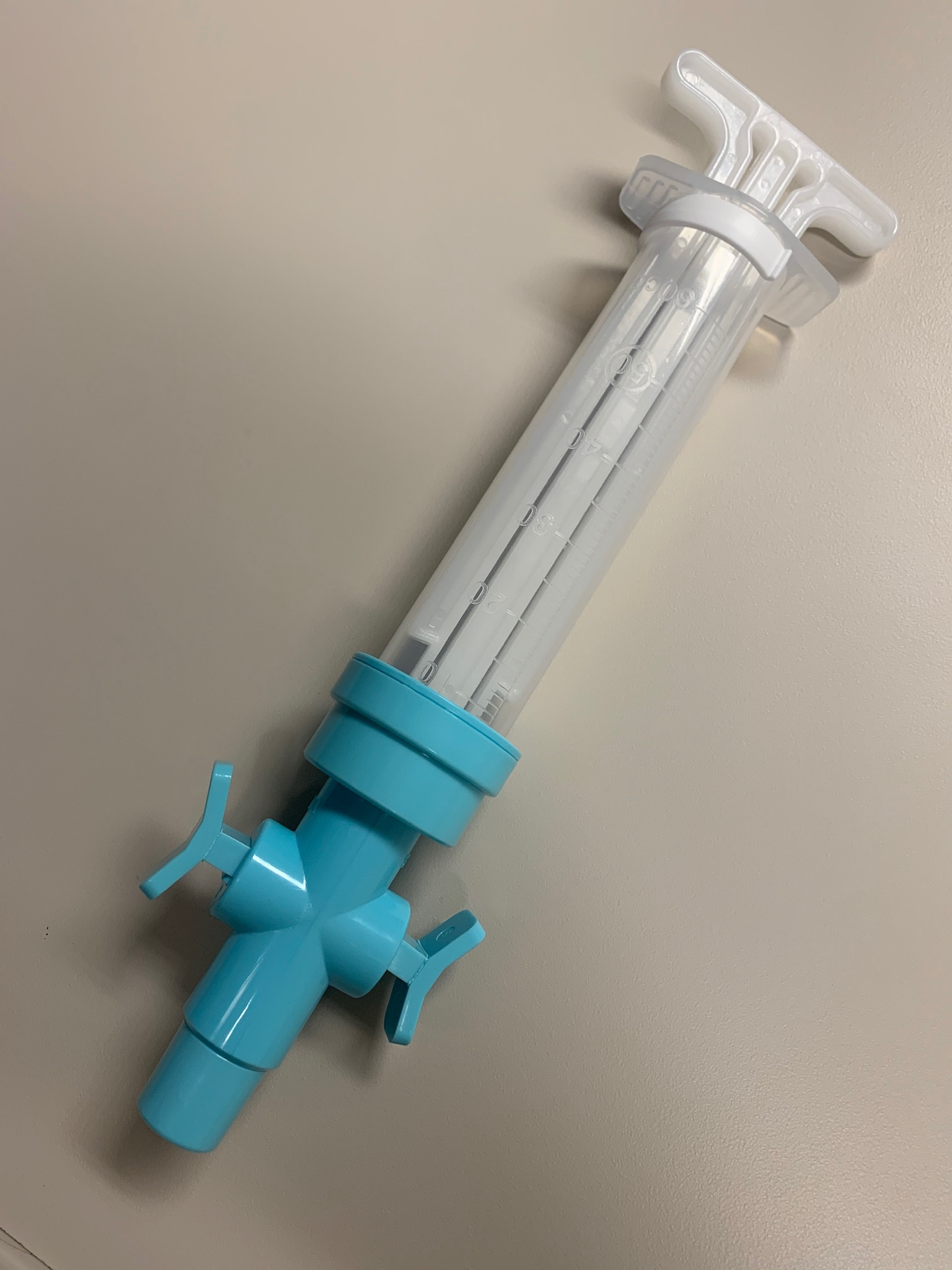
Une canule aspiratrice à vide à double valve.

La méthode de Karman est un acte médical consistant à aspirer le contenu utérin. Technique simple, peu chère, ne nécessitant pas d'anesthésie, elle est utilisée et indiquée pour vider l'utérus à l'aide de la canule de Karman (en) et d'une seringue. Elle est notamment utilisée pour une interruption volontaire de grossesse. Elle est pratiquée entre cinq et huit semaines de grossesse.

## Étymologie
La méthode de Karman doit son nom à Harvey Karman, psychologue et militant pour la liberté de l'avortement en Californie à partir des années 1950.

## Historique
La méthode de Karman est mise au point en Chine en 1958 et popularisée dans les années 1960 (années 1970 en France).
En France, la première démonstration de l'avortement par la méthode de Karman a lieu dans l'appartement de Delphine Seyrig en août 1972 en présence de militantes du MLF, de Pierre Jouannet,, et de Harvey Karman. Les médecins du Groupe information santé vont ensuite permettre à d'autres femmes de l'utiliser illégalement, en particulier au sein du MLAC.
La généralisation de cette méthode permet de faire baisser le taux de décès liés à l'avortement dès 1972 en France, alors que la loi légalisant l'IVG ne date que de 1975.

## Utilisation
Cette méthode est utilisée : 

Diagramme d'une procédure d'avortement par la méthode de Karman à huit semaines de gestation.
1: Sac amniotique
2: Embryon
3: Muqueuse utérine
4: Spéculum
5: Seringue d'aspiration
6: fixée à une pompe d'aspiration
La figure I est avant l'aspiration du sac amniotique et de l'embryon, et la figure II est après l'aspiration avec l'instrument toujours à l'intérieur de l'utérus.

- pour une interruption volontaire de grossesse ;
- après un avortement spontané incomplet (fausse couche) ;
- afin de collecter le contenu de l'utérus pendant les règles en une fois pour des raisons de confort ou pour une IVG précoce[5].

Elle est avec le curetage, la principale voie chirurgicale de l’avortement. Mais c'est une méthode plus sûre et plus rapide que le curetage ou l'aspiration après dilatation.